# 디옹 파뇌프
디옹 파뇌프(프랑스어: Dion Phaneuf, 1985년 4월 10일 ~ )는 캐나다의 아이스하키 선수이다.